# Via Roma (Torino)
Via Roma è una delle principali vie del centro storico di Torino. Unisce piazza Castello a corso Vittorio Emanuele II e comprende lungo il suo percorso piazza C.L.N. e piazza San Carlo, terminando in piazza Carlo Felice. Orientata sull'asse nord-sud, essa percorre parallelamente il reticolo d'impostazione tipica delle città romane di Julia Augusta Taurinorum. La via è raggiungibile da piazza Carlo Felice o da Piazza Castello, dove passano le principali linee di trasporto pubblico di bus e tram. Nel tratto ancora aperto ai veicoli è percorsa da una linea di bus elettrici, la Star 1.

## Storia

### La creazione

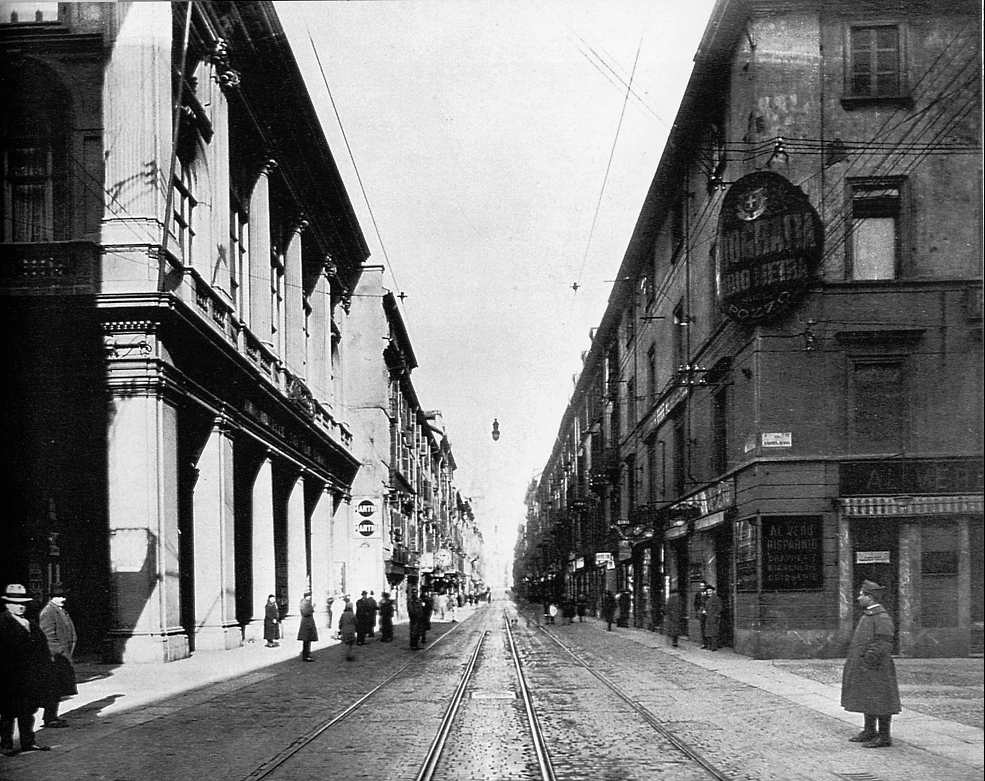
Via Roma angolo via Andrea Doria (oggi via Gramsci), nel 1926

La "Via Nuova" o "Contrada Nuova" come venne battezzata alla sua apertura, sul finire del XVI secolo, venne realizzata dall'architetto umbro Ascanio Vittozzi, per volontà del duca Carlo Emanuele I di Savoia: misurava, allora, 10 metri di larghezza. La via divenne ben presto uno dei principali assi della città. Viene menzionata in un curioso provvedimento di Carlo Emanuele II di Savoia, il 29 ottobre 1672, che vietava le elevazioni della contrada oltre il cornicione:
(Carlo Emanuele II)
Fino ai primi decenni del XIX secolo, la strada terminava all'incrocio dell'attuale via Antonio Gramsci: fu Carlo Felice di Savoia a ordinarne l'espansione negli ultimi due isolati attuali. Questo il decreto che autorizzò i lavori:

### La grande ristrutturazione

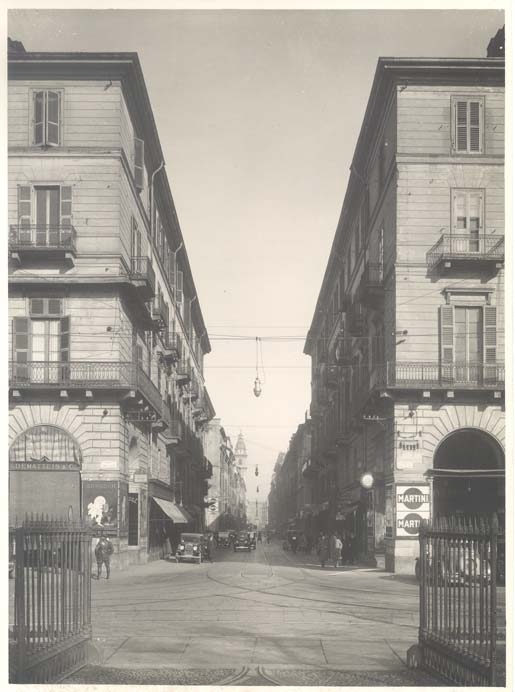
Via Roma prima delle demolizioni, vista da piazza Carlo Felice

La via, dedicata a Roma il 29 marzo 1871, agli inizi del Novecento manteneva ancora le sue caratteristiche forme barocche. Tuttavia si presentava molto caotica e trafficata: la percorrevano due linee tranviarie, una in direzione del Ponte Isabella, l'altra verso corso Orbassano; vi erano addirittura sei cinematografi e il grande salone della "Galleria Nazionale" che fu anch'esso per anni il cinematografo più popolare. Ai lati, la strada era animata da numerose bancarelle, antesignane degli attuali negozi. Si andava creando quindi una necessità di rendere la via più ordinata, fruibile al traffico e uniforme. Il progetto si rivelò ambizioso fin dal principio, prevedendo una radicale ristrutturazione non della sola via ma di gran parte del quartiere centrale circostante. Vennero presentate numerose proposte, molte delle quali considerate troppo "futuristiche", e si optò per una soluzione che ben si accordasse agli stilemi barocchi esistenti.
La prima fase dell'intervento risale al 1931 e riguarda la sezione che collega piazza San Carlo a piazza Castello. La via venne modificata dotandola di edifici in stile eclettico con portici, caratterizzati da motivi a serliane, completamente pavimentati da marmi policromi di esclusiva provenienza italiana. Questa prima tratta venne aperta al pubblico il 28 ottobre del 1933. Insolita, ma di grande effetto, fu la scelta di pavimentare il fondo stradale di questo primo tratto con una sorta di pavé di cubetti in legno, conferendo ulteriore pregio alla via. Nel dopoguerra, a seguito dei danni causati dai bombardamenti del 1944, tale pavimentazione venne rimossa e sostituita da un'uniforme lastricatura in pietra.
Parallelamente a questo primo intervento fu conclusa, a tempo di record, la costruzione dell'imponente Torre Littoria, sita nell'isolato di Sant'Emanuele.

La realizzazione della seconda sezione che collega piazza San Carlo a piazza Carlo Felice, quindi alla stazione di Torino Porta Nuova, venne coordinata dell'architetto Marcello Piacentini ed è caratterizzata dai dettami dell'architettura razionalista. Numerosi furono gli edifici preesistenti abbattuti per la realizzazione del progetto nell'area del quadrilatero composto da via XX Settembre, via Lagrange, via Giolitti e via Andrea Doria. Qui vennero realizzati nuovi isolati a impianto reticolare, con austeri edifici in stile razionalista, come l'imponente Albergo Principi di Piemonte e l'ex Albergo Nazionale nell'attuale piazza C.L.N..
I portici presentano una trabeazione continua e sono scanditi dall'impostazione a colonne binate in accordo con quelli su piazza San Carlo. Il secondo tratto, aperto al traffico nell'ottobre del 1937 e completato nell'estate del 1938, venne formalmente inaugurato il 28 ottobre dello stesso anno.
La planimetria complessiva dei due interventi è tutt'oggi visibile sulle fronti cieche delle due chiese di San Carlo e di Santa Cristina.

Illuminazione di via Roma negli anni '50, secondo il piano di Guido Peri.

A sottolineare la vocazione di importante asse di scorrimento del cuore della città, nella realizzazione della nuova via Roma, fu prevista anche una galleria sotterranea che avrebbe dovuto ospitare una prima linea di metropolitana negli anni 1960, che però non fu mai realizzata: gli spazi sotterranei furono utilizzati per vari scopi fino a quando il Comune decise di adibirli a parcheggio interrato. Attualmente un vasto sistema di parcheggi sotterranei comunicanti si estende lungo tutto l'asse della via, da piazza Castello sino a piazza Carlo Felice.

Tra il 1931 e il 1937 fu realizzato anche il rinnovo degli impianti d'illuminazione di via Roma, su progetto dell'ingegner Guido Peri.
Nel tratto compreso tra piazza San Carlo e piazza Castello fu introdotta l'armatura illuminante oggi conosciuta come "Settecento Grande", su modello delle lanterne a gas dell'Ottocento, mentre l'impostazione razionalista della via Roma "piacentiniana" portò all'adozione di lanterne tronco-piramidali, dette "Novecento".

## Situazione attuale

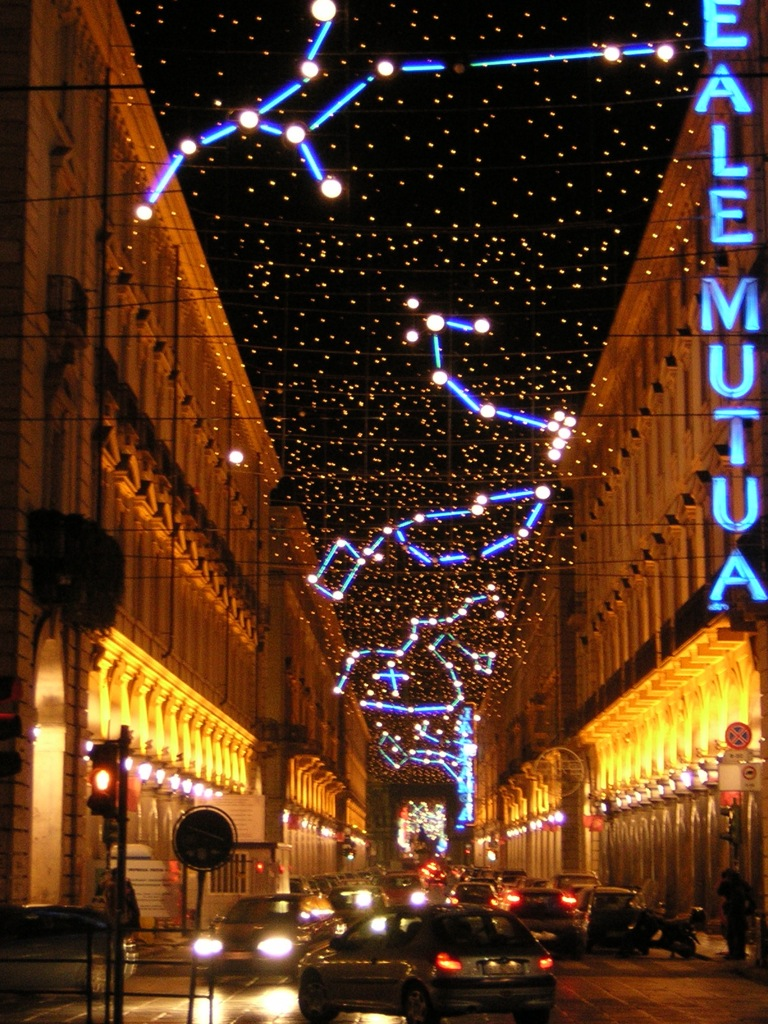
Illuminazioni invernali in via Roma

La marcata vocazione commerciale della via è riscontrabile dall'assenza pressoché totale di accessi pedonali o carrabili degli edifici (realizzati sulle vie laterali), al fine di conferire più spazio possibile alle attività commerciali.
Fin dal suo rinnovamento, la via è infatti diventata uno dei principali percorsi dello shopping torinese, svolto sotto i caratteristici portici, nei quali trovano posto eleganti caffè e soprattutto boutique oltre agli storici negozi di pasticcerie tipiche o altre botteghe di abbigliamento e calzature.
La lunghezza totale è di 607 metri, con 14,80 metri di larghezza, portici esclusi, contando anche i quali si raggiungono quasi i 27 metri. Inoltre sono molto alti, più dei comuni portici.

## Progetti futuri
Secondo i progetti futuri del comune e della città metropolitana di Torino, c'è l'intenzione di pedonalizzare l'intera via, visto il successo dei tratti già pedonalizzati negli anni precedenti, ovviamente ad eccezione degli incroci dove è consentito traffico veicolare.
La via è stata pedonalizzata nella prima parte, da piazza Castello sino a piazza San Carlo, ed è in progetto di pedonalizzazione anche il resto della via.